# Andrej Botaschow

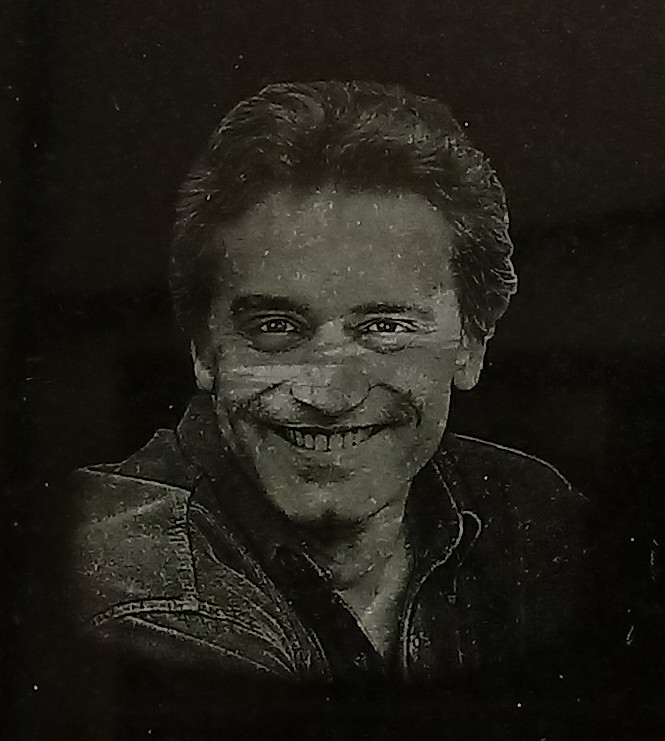
Andrey Batashov (Ausschnitt von der Gedenktafel)

Andrej Botaschow (auch Andrej Batashov geschrieben, bulgarisch Андрей Баташов; * 10. September 1965 in Wolgograd, Sowjetunion; † 29. November 2010 in Sofia) war ein bulgarischer Schauspieler und Politiker.

## Leben
Botaschow galt als einer der populärsten Darsteller des bulgarischen Theaters. Er spielte in mehr als 40 Rollen in Theater und Film. Seine bekannteste Rolle hatte er in „Sex, Drugs and Rock and Roll“, einem seit 1999 über 500 Mal aufgeführten Ein-Mann-Theaterstück in Sofia.
Er studierte an der Nationalen Akademie für Theater- und Filmkunst in Sofia (Национална академия за театрално и филмово изкуство; НАТФИЗ), wo er zudem eine Assistenzprofessur für Schauspiel innehatte. Andrej Botaschow engagierte sich als Abgeordneter in der 40. Nationalversammlung für die Partei Nationale Bewegung für Stabilität und Fortschritt.